# Flyleaf
Flyleaf est un groupe américain de metal alternatif, originaire de Belton et Temple. Ses membres se font d'abord connaître au Texas sous le nom de Passerby ; un autre groupe en possédant déjà les droits, ils se rebaptisent Flyleaf après leur signature avec une maison de disques en 2004.
Flyleaf joue partout aux États-Unis jusqu'à la commercialisation de son premier album éponyme en 2005. L'album est certifié disque de platine, avec un million d'exemplaires vendus. Le groupe remporte un sondage effectué par Yahoo! et se voit nommé groupe du mois par Yahoo!'s Who's Next en mars 2006. En décembre 2007, il remporte le prix dans la catégorie « meilleur artiste » chez MTV,. Flyleaf publie ensuite son deuxième album, Memento Mori, en novembre 2009 ; celui-ci atteint la huitième place au classement Billboard.
Le troisième album de Flyleaf, New Horizons, est commercialisé le 30 octobre 2012. Peu avant sa parution, la chanteuse Lacey Sturm annonce son départ. Kristen May devient de facto la nouvelle chanteuse du groupe mais elle quitte à son tour le groupe en août 2016. L'activité de Flyleaf est depuis interrompue.
Le 7 novembre 2022, la chanteuse Lacey Sturm revient dans le groupe.

## Historique

### Débuts (2002 – 2004)
Lacey Sturm joue d'abord avec James Culpepper. Par la suite, les guitaristes Jared Hartmann et Sameer Bhattacharya les rejoignent ; le bassiste Pat Seals intègre l'équipe peu après avoir quitté son groupe, The Grove.
Sous le nom de Passerby, le groupe publie trois extended plays et joue dans plus d'une centaine de soirées locales au Texas. En 2004, Passerby joue une démo pour le label discographique RCA Records à New York dans l'espoir d'être signé. RCA décline la proposition, mais le groupe capte l'attention du président d'Octone Records et signe finalement avec le label le 7 janvier 2004.
En mars, Passerby se rend à Seattle, Washington pour enregistrer un EP aux côtés de Rick Parashar. Plus tard, il part en tournée avec Skillet, Breaking Benjamin, Staind et 3 Doors Down pour la promotion de son EP éponyme. Pour des raisons de droits d'auteur, le groupe se renomme Flyleaf en juin 2004. En octobre, l'EP est commercialisé en magasin (sous le nom de groupe Flyleaf), avec leur premier single officiel et vidéoclip Breathe Today.

### Premier album (2005 – 2008)

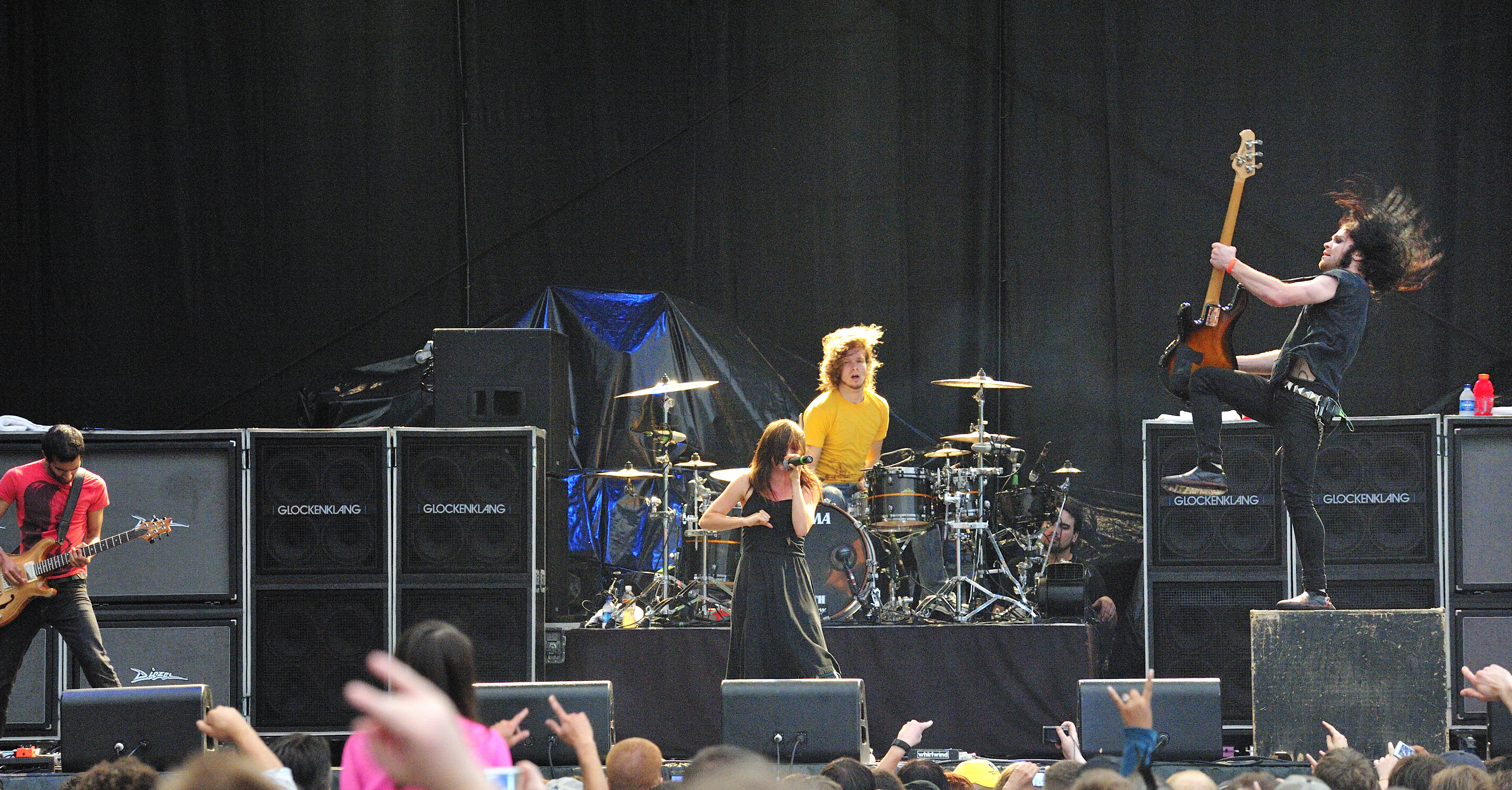
Flyleaf au Beale Street Music Festival, le 2 mai 2008.

En 2005, le groupe enregistre son premier album longue durée aux côtés d'Howard Benson ; le 4 octobre, l'album paraît sous le titre Flyleaf. Y apparaissent notamment Dave Navarro, de Jane's Addiction, et Ryan White, de Resident Hero. Les premiers singles à gagner en popularité sont, par ordre chronologique, I'm So Sick, Fully Alive (en), All Around Me (en) et Sorrow.
À l'été 2006, Flyleaf part en tournée pour le Family Values Tour. À la fin de l'année, le groupe rejoint Disturbed, Stone Sour et Nonpoint pour le Music As A Weapon III Tour. Il présente à ce moment un EP exclusif vendu pendant la tournée, Music As A Weapon, qui propose une version acoustique de Fully Alive ainsi que trois compositions non-commercialisées : Much Like Falling, Justice And Mercy et Christmas Song (Much Like Falling et Justice And Mercy apparaîtront plus tard sur l'EP Much Like Falling). La moitié des gains reviendra à World Vision.
En 2007, Flyleaf part en tournée à travers l'Australie avec Three Days Grace, notamment pour le festival Soundwave, puis en Europe avec Stone Sour et Forever Never (pt). Au printemps, le groupe prévoit sa tournée Justice & Mercy avec Skillet et Dropping Daylight. Plus tard, Flyleaf joue aux côtés de Sick Puppies, Kill Hannah et Resident Hero. Le groupe participe également au Family Values Tour. Le vidéoclip d'I'm So Sick apparaît brièvement dans le film Die Hard 4 : Retour en enfer, et un remix du titre figure dans le film Resident Evil: Extinction. Commercialisé le 5 novembre 2007, l'extension du jeu-vidéo The Sims 2, Teen Style Stuff, comporte aussi un titre du groupe, Cassie. Flyleaf fait également paraître le titre Tina, qui figurera dans le jeu-vidéo Guitar Hero 3. Le titre I'm So Sick apparaît quant à lui dans le jeu-vidéo Rock Band. Le 30 octobre, Flyleaf enregistre un EP intitulé Much Like Falling. Y figurent les morceaux Much Like Falling, Tina ainsi qu'une version acoustique de Supernatural.
Le 26 avril 2008, le groupe dévoile son quatrième clip, Sorrow, issu de leur premier album, sur MTV2. Le groupe part en tournée avec Seether au printemps, mais doit annuler cinq soirées en raison des problèmes de voix de Sturm. Flyleaf contribue aussi à une reprise du titre What's This? du film L'Étrange Noël de Monsieur Jack, pour l'album Nightmare Revisited.

### Memento Mori(2009 – 2010)

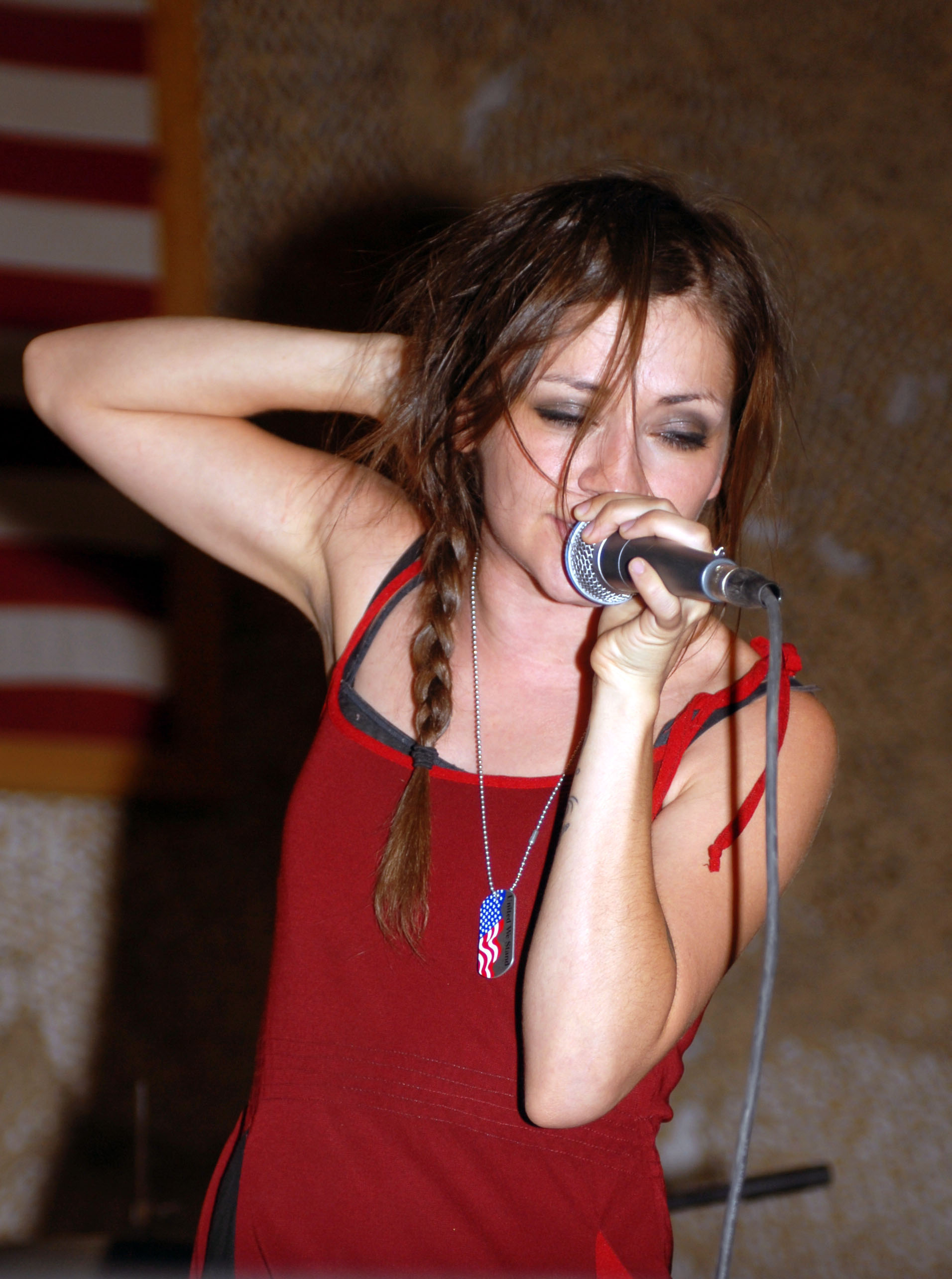
Sturm au Bagram Air Field, Afghanistan, en 2009.

L'enregistrement du second album achevé, le groupe a sélectionné 14 titres sur 30 déjà écrits. Certains, comme Again, Have We Lost et Beautiful Bride ont été joués en live. Le groupe se réunit avec le producteur Howard Benson et fait appel au service de mixage musical de Chris Lord-Alge. Il débute à Seattle, Washington le 28 septembre 2009 et organise des soirées VIP permettant à ses fans américains l'écoute de nouveaux titres exclusifs et leur donnant l'occasion de participer au tournage du vidéoclip de Memento Mori. Le 2 novembre, le groupe diffuse un court webisode de son nouvel album. L'autre clip du groupe, Beautiful Bride, est tourné au début du mois d'août par le réalisateur Don Tyler. L'album est commercialisé le 10 novembre 2009 et intitulé Memento Mori. Il présente, entre autres, les pistes Beautiful Bride, Arise, Missing, Again et Set Apart This Dream, inspirés de l'ouvrage chrétien Wild at Heart. Flyleaf joue brièvement en Afghanistan pour les forces armées américaines.
Par la suite, Flyleaf est en tournée aux côtés de Breaking Benjamin et Three Days Grace de janvier à mars 2010. Puis ils embarquent avec 10 Years et Fair to Midland pour la tournée Unite & Fight, qui débute le 28 avril et s'achève le 6 juin. Le 11 juin, le groupe joue au MUZ TV Award 2010 (Премия МУЗ-ТВ) en Russie, avec les pistes I'm So Sick, Again et All Around Me.

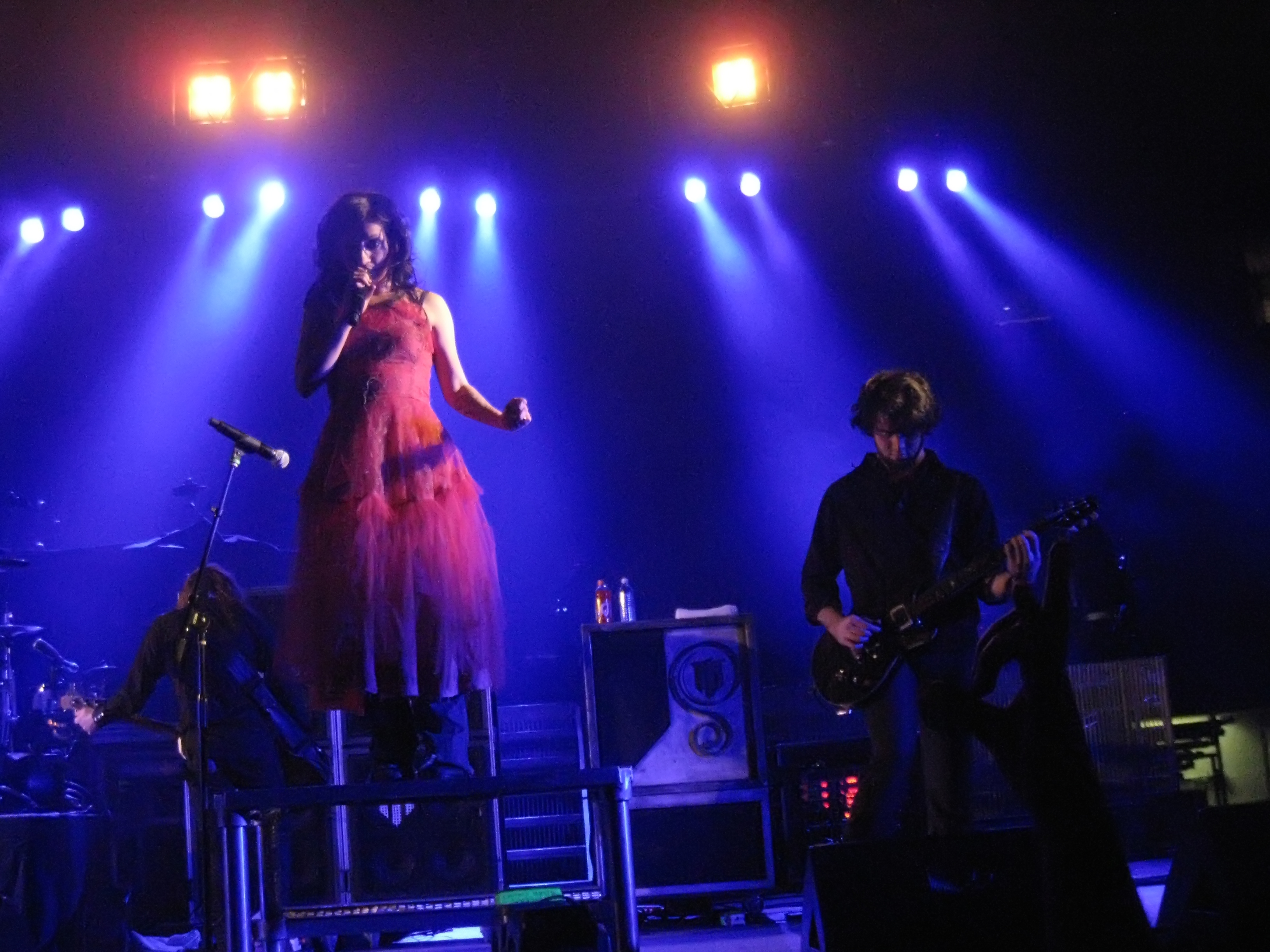
Flyleaf en 2010.

Le groupe continue sa performance au Unite & Fight du 10 septembre au 23 octobre 2010, aux côtés de Story of the Year, puis joue dans de nombreuses soirées en fin d'année. Le 22 septembre, il publie également un vidéoclip d'animation, Chasm, réalisé, animé et produit par Giles Timms. Début novembre, une fois la tournée Unite & Fight achevée, Lacey collabore avec le groupe Apocalyptica pour le titre Broken Pieces et avec la chanteuse Orianthi pour Courage. Le 6 novembre, Flyleaf joue à Rock the Hood, un festival qui se déroule à Fort Hood en mémoire des soldats américains décédés, et en particulier ceux qui ont été tués lors de la fusillade de Fort Hood. Le 15 novembre, Lacey annonce publiquement sa grossesse à ses fans ; elle révèle sur sa page Facebook qu'elle et son mari attendent un petit garçon pour début 2011. Le 7 décembre, Flyleaf commercialise un EP intitulé Remember to Live, puis une reprise d'une musique de John Mark McMillan, How He Loves, le 21 décembre,.

### New Horizonset remplacement de Lacey Sturm (2011 – 2013)
Le 22 janvier 2011, Hartmann annonce la construction d'un studio d'enregistrement pour y enregistrer des démos pour leur prochain album. En février, le groupe démarre la préproduction de son prochain album aux Treelady Studios à Pittsburgh.
Le 1er juin 2012, le groupe confirme via Twitter le premier single de l'album, intitulé New Horizons. Le single est diffusé en avant-première au South East Michigan's 89X Radio le 1er août, puis commercialisé sur iTunes le 21 août. Le 4 septembre, Flyleaf diffuse son vidéoclip officiel de New Horizons sur Fuse. Le clip présente une dédicace à l'un des ingénieurs son du groupe, Rich Caldwell, décédé le 19 avril, ainsi que des images du fils de Lacey et Joshua Sturm, Joshua « Jack » Sturm. New Horizons est commercialisé le 30 octobre.
Le 22 octobre 2012, le groupe annonce le départ de la chanteuse Lacey Sturm. Dans un communiqué de Pat Seals, Kristen May (en), anciennement de Vedera (en), est annoncée comme sa remplaçante. Sturm explique avoir compris, à la suite de la naissance de son fils et du décès de Rich Caldwell, la véritable signification de Memento Mori (titre de leur second album). Le guitariste Sameer Bhattacharya annonce dans une entrevue leur intention d'écrire une nouvelle musique avec Kristen May.
Le 18 juin 2013, Flyleaf diffuse un nouveau single avec May au chant, intitulé Something Better, en compagnie du chanteur principal de P.O.D., Sonny Sandoval. Un nouvel EP, Who We Are, est commercialisé le 9 juillet 2013.

### Between the Stars, départ de Kristen May et pause (2014 – 2022)
Flyleaf annonce un nouvel album pour 2014 avec une vidéo sur PledgeMusic. Le 29 mars, Don Gilmore est annoncé comme producteur pour l'album. Le 20 mai, Flyleaf annonce sa signature au label Loud and Proud Records, ainsi qu'une sortie de l'album d'ici l'automne 2014. Le premier single est publié en juillet, et des dates de concerts sont annoncées. Set Me on Fire, le single principal de leur futur album Between the Stars, est publié le 1er juillet par Revolver. L'album est publié le 16 septembre 2014. Between the Stars est aussi le premier album distribué par le propre label du groupe, Loud and Proud Records.
Le 15 août 2016, la chanteuse Kristen May annonce son départ, mentionnant un désir croissant de rester auprès de sa famille et avouant ne s'être jamais sentie comme une membre du groupe à part entière,.

### Retour de Sturm (2022 - présent)
En novembre 2022, le groupe a commencé à annoncer son retour, notamment en publiant des photos du groupe avec sa chanteuse originale Lacey Sturm supposant qu'elle a réintégré le groupe. Les photos de profil du groupe sur leurs réseaux sociaux changeront successivement et confirment le retour de Lacey Sturm le 7 novembre 2022,.

## Discographie

### Compilations
| Date             | Compilations                 | Titre                                                                |
| ---------------- | ---------------------------- | -------------------------------------------------------------------- |
| 22 février 2006  | Underworld Score Soundtrack  | 29. Something I Can Never Have                                       |
| septembre 2006   | The Target Red Room Volume 5 | 16. Stay (Faraway, So Close)                                         |
| 26 décembre 2006 | Family Values Tour Live CD   | 3. I'm So Sick 10. Pride (In The Name Of Love) feat. Richard Patrick |

Singles (CD 2 titres)
| Date         | Single                           | Titre                                                          |
| ------------ | -------------------------------- | -------------------------------------------------------------- |
| 2006         | I'm So Sick single               | 1. I'm So Sick (album) 2. I'm So Sick (Radio) 3. Call Out Hook |
| 29 août 2006 | I'm So Sick International Single | 1. I'm So Sick (album) 2. I'm So Sick (live)                   |

## Membres

### Membres actuels
- Lacey Sturm – chant (2002–2012; depuis 2022)
- Jared Hartmann – guitare rythmique (depuis 2002)
- Pat Seals – guitare basse, chant secondaire (depuis 2002)
- James Culpepper – batterie, percussion (depuis 2002)
- Sameer Bhattacharya – guitare lead, chant secondaire (depuis 2002)

### Anciens membres
- Kristen May – chant (2012-2016)[41]